# 2022年オーデル川環境災害

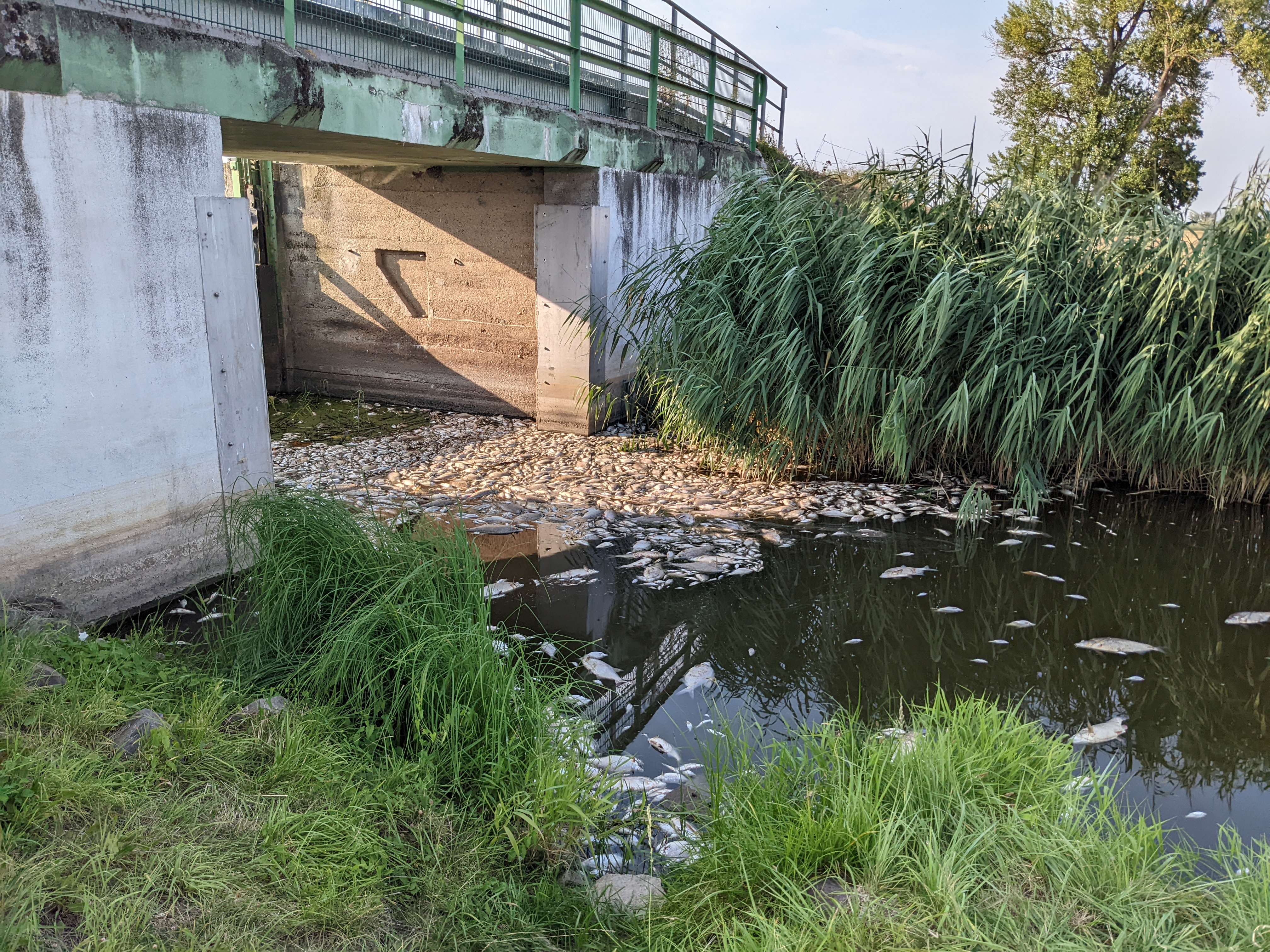
水面に浮く大量の魚の死体

2022年オーデル川環境災害（2022ねんオーデルがわかんきょうさいがい）は2022年の夏に中央ヨーロッパを流れるオーデル川で発生した環境災害である。魚類やビーバーなどの野生動物の大量死が発生した。
10トン以上の魚の死骸が除去され、水質汚染も懸念された。正確な原因は不明だが、夏の暑さと干ばつによる水位低下の影響、酸素濃度の低下、酸化剤の導入による酸素濃度の急上昇、水銀やメシチレンなどの化学物質による汚染などの説がある。
8月16日、ポーランド消防局は合計100トンの魚の死骸を回収したことを明らかにした。